# Штакельберг, Адольф Фёдорович
Адольф Фёдорович Штакельберг (нем. Adolf von Stackelberg; 1808—1865) — член Совета министра Внутренних дел, исследовал состояния промышленности Западной Европы 2-й половины XIX века; тайный советник.

## Биография
Родился 30 августа (11 сентября) 1808 года в Вятке, в семье остзейских дворян Штакельбергов. Ещё в детском возрасте его привезли в Петербург и поместили в коммерческое училище, по окончании которого он поступил в университет. В 1830 году со званием кандидата он окончил историко-филологический факультет Императорского Санкт-Петербургского университета. Родители его давно уже умерли и он, не имея ни средств, ни связей, в том же году уехал в Оренбург, где с 17 октября поступил на службу в канцелярию генерал-губернатора. Однако, спустя четыре года, он снова вернулся в Петербург и здесь продолжал свою службу до 1838 года, когда перешёл в только что учреждённое министерство Государственных имуществ. Здесь ему было поручено выполнение ряда статистических работ.
В то же время Штакельберг принял деятельное участие в составлении энциклопедического словаря Плюшара, для которого написал много статей по географии и статистике. В 1842 году Штакельберг снова перешёл в министерство внутренних дел, заняв должность чиновника по особым поручениям при министре и тогда же был командирован для обозрения городов Лифляндской губернии. С этого времени началась его плодотворная деятельность в Остзейском крае по улучшению городских учреждений и по упразднению устаревших городских привилегий и сословного средневекового духа, сильно препятствовавшего развитию торговли и ремесел. В 1845 году Штакельберг был назначен членом комиссии для ревизии хозяйственного и общественного управления Риги. В 1846 году его супругой стала Шарлотта-Матильда фон Фрейман (1819—1886).
Во время своих командировок он продолжал статистические работы и 19 мая 1851 года он был избран действительным членом Императорского географического общества и сразу принял самое деятельное участие в работах этого общества, заведуя одно время (в 1859 году) составлением географически-статистического словаря, а 19 декабря 1862 года был избран членом совета общества; в 1864 году принял на себя ещё и обязанности казначея общества.
Научные занятия не мешали ему в то же время самым энергичным образом работать и на служебном поприще; 1 октября 1855 года он был произведён в действительные статские советники, в 1857 году был назначен членом Совета министра внутренних дел.
В 1859 году он был назначен председателем комиссии для пересмотра уставов фабричного и ремесленного, и с целью изучения положения фабричного рабочего и ремесленника на Западе, в 1860 году предпринял путешествие по Германии, Франции, Швейцарии, Англии, Бельгии и Италии, где самым тщательным образом собирал материалы, относящиеся к законодательству о промышленности. Вернувшись в Россию, он принялся за приведение в порядок и обработку собранных материалов, печатая свои статьи преимущественно в «Северной почте». Так, в 1862 году в ней было напечатано две статьи его: «Исторический очерк цеховых установлений в Западной Европе» (№ 49) и «Свободные товарищества ремесленников в Западной Европе» (№№ 62, 66 и 71); в следующем году были напечатаны ещё три статьи Штакельберга: «Хлебопекарный промысел в Париже» (№№ 239 и 240), «Мясной промысел в Париже» (№ 262) и «Часовое производство в Швейцарии» (№ 58); в 1864 году напечатал там же: «Выделка деревянных изделий и игрушек в Рудных горах» (№ 180). Его статья «Английское законодательство касательно промышленности» была размещена в «Журнале мануфактур и торговли» (1864. — Т. II, отд. IV). Все эти статьи вошли в состав его работы «Цеховое устройство и свобода промышленности в Европе», напечатанную в «Трудах Комиссии, учрежденной для пересмотра уставов фабричного и ремесленного» (Ч. 1-5. — Санкт-Петербург, 1863—1865).
Кроме вышеназванных работ, Штакельберг был ещё главным участником и руководителем по составлению путеводителя для предполагавшегося в 1857 году путешествия Августейшего председателя Императорского Русского географического общества. Впоследствии им неоднократно пользовались многие члены общества при выполнении своих работ. Затем, заинтересовавшись начатой работой П. И. Кеппена «Список населенных мест империи», Штакельберг окончил эту работу.
В 1864—1865 годах он был членом Попечительского совета заведений общественного призрения в Санкт-Петербурге.
Незадолго до своей смерти, по приглашению Санкт-Петербургского городского общественного управления, он принял на себя заведование временными больницами Петербурга. Эти новые обязанности принесли ему очень много хлопот и неприятностей, так как с нуждами больниц ему постоянно приходилось обращаться к разным лицам, стоявшим у власти. Объезжая вверенные ему временные больницы в начале марта 1865 года, он заразился тифом и 14 (26) марта 1865 года скончался. Был похоронен на Волковском лютеранском кладбище.
Был награждён орденами: Св. Анны 2-й ст. с императорской короной, Св. Владимира 3-й ст., Св. Станислава 1-й ст.